# Benjamin Noble
Il piroscafo Benjamin Noble fu una nave da carico in servizio sui Grandi Laghi dal 1909 al 28 aprile 1914, giorno del suo naufragio.

## Storia
Lunga 73 m e larga 12, fu costruita come canaller, ovvero commisurata alle dimensioni dell'epoca del canale di Welland; successivamente fu convertita dai suoi proprietari per i servizi nei Grandi Laghi.
Eccessivamente carica e sbilanciata con un carico di rotaie ferroviarie, affondò in una tempesta sul Lago Superiore vicino a Knife River (Minnesota) con la perdita di tutto l'equipaggio.
Dopo più di 90 anni come nave fantasma, il relitto della Benjamin Noble fu scoperto nell'autunno del 2004. Il relitto fu inserito nel National Register of Historic Places nel 2007 come sito NRHP #07000984.

### Design
La Benjamin Noble era unico tra i mercantili dei Grandi Laghi poiché le sue cabine di poppa erano elevate su un ponte di poppa. Anche le sue cabine di prua erano sopraelevate su un cassero. Ciò significava che si trovava piuttosto in basso nell'acqua, il che significa che la sua controcoperta spesso si bagnava. Lo storico marittimo Dwight Boyer attribuisce la perdita della nave nel 1914 a una combinazione di sovraccarico deliberato del carico e di design insolito della nave. Durante il suo ultimo viaggio, la nave aveva pochissimo bordo libero ed era vulnerabile agli allagamenti.

### Danneggiamento nel 1912
Il 14 ottobre 1912 la Benjamin Noble era al largo di Detour quando venne colpita e si formò una falla. Arrivò il 20 ottobre Superior con 54 lastre danneggiate (poi riparate).

### Naufragio
La Benjamin Noble, diretta a Duluth, entrò nel Lago Superiore il 25 aprile 1914 sotto il comando del capitano John Eisenhardt di Milwaukee, WI; la Noble fu il suo primo e ultimo comando. Diretta a Duluth era anche il piroscafo per il trasporto di legname Norwalk, che seguì la Noble e alla fine la superò il 27. Quella notte, però, una violenta burrasca primaverile colpì il lago. A quanto pare la Noble seguì il Norwalk fino alle 3 del mattino circa, quando entrambe le navi furono vicino a Knife Island. In quel momento un mercantile di passaggio, il Daniel J. Morrell, notò che le luci di una delle navi scomparirono improvvisamente.
Se fosse riuscita a gettare l'ancora nel porto riparato di Duluth, la Benjamin Noble si sarebbe salvata. Tuttavia, al fulcro della tempesta, l'ingresso al porto era impossibile visto che l'obsoleta luce della torcia del molo sud si era spenta. L'operaio portuale Stan Standen cercò di raggiungere la luce per riaccenderla, ma finì nel canale dove scomparse.
Il Norwalk entrò con fatica nel porto di Duluth alle 4:30 del 28 aprile. Quel pomeriggio i coperchi del boccaporto della Noble furono trovati sulla spiaggia vicino a Duluth. Il giorno successivo furono trovati altri rottami, inclusa la sua cabina di pilotaggio. Il 29 aprile 1914 fu riferito che i resti di diversi membri dell'equipaggio furono trovati vicino al Minnesota Reef; questo rapporto non era corretto. Nell'agosto 1915 un cuoco di una nave riferì di aver visto un lungo pennone di una nave (probabilmente dal Benjamin Noble) nel Lago Superiore a 8 miglia da Duluth sulla costa settentrionale vicino al fiume Knife.

## Vittime
Essendo questo il primo viaggio della stagione, il capitano non aveva fornito una lista dell'equipaggio. Dei 16, 18 e 20 membri dell'equipaggio stimati, i nomi di 13 sono noti con certezza e altri due nomi sono conosciuti quasi sicuramente.
| Nome                              | Ruolo                    | Città di nascita        |
| --------------------------------- | ------------------------ | ----------------------- |
| John Eisenhardt                   | Capitano                 | Milwaukee, Wisconsin    |
| George R. Longley                 | Ufficiale                | Niagara Falls, New York |
| John Colnan                       | Steward                  | Oswego, New York        |
| Thomas Proud                      | Secondo cuoco            | Oswego, New York        |
| William Shaver                    | Timoniere                | St. Catharines, Canada  |
| Alvin (A.C.) Coger                | Direttore di macchina    | Port Clinton, Ohio      |
| Paul Bolaraski                    | 2° direttore di macchina | Oak Harbor, Ohio        |
| Joel/Jed Coger                    | Ingrassatore             | Port Clinton, Ohio      |
| Frank Coger                       | Ingrassatore             | Port Clinton, Ohio      |
| William Goullett                  | Vigile del fuoco         | Toledo, Ohio            |
| Otto Guntch                       | Vigile del fuoco         | Toledo, Ohio            |
| Earl Crawford                     | Guardiano                | Port Dalhousie, Canada  |
| William Murray                    | Membro dell'equipaggio   | St. Catharines, Canada  |
| Frank Dessmore e suo figlio       |                          | Tonawanda, New York     |
| 5-7 altri uomini non identificati | sconosciuto              | sconosciuto             |

## Scoperta
Nell'autunno del 2004 un gruppo di ricerca di relitti composto da Jerry Eliason, Kraig Smith, Ken Merryman e Randy Beebe stava cercando il Robert Wallace quando il loro sonar a scansione laterale rilevò i contorni di un relitto. Randy Beebe ha descritto l'evento:
La squadra si aspettava di trovare il Wallace, ma la nave che trovarono era fatta di acciaio. Furono in grado di abbassare una telecamera nella stiva della nave misteriosa. Videro che nelle stive erano presenti dei binari della ferrovia, confermando così che il relitto era quello del perduto Benjamin Noble.

## Condizione del relitto
Il Benjamin Noble fu ampiamente danneggiato dall'affondamento. La nave giace in posizione verticale in un fosso creato quando colpì il fondo del lago; l'estremità di prua è ricoperta di limo. La metà poppiera della nave è sepolta quasi fino al livello del ponte principale, con lo scafo spezzato appena a prua del locale caldaie. Le cabine posteriori sono crollate a causa del peso dell'acqua mentre la nave si inabissava rapidamente. I portelli del carico sono spariti, esponendo il carico dei binari ferroviari. Il pennone è caduto e sparsi nelle vicinanze ci sono i ventilatori e una scialuppa di salvataggio.